# Route 235 (Terre-Neuve-et-Labrador)
Pour les articles homonymes, voir Route 235.
La route 235 est une route tertiaire de la province de Terre-Neuve-et-Labrador, située dans l'est de l'île de Terre-Neuve, sur la péninsule Bonavista. Elle est plus précisément située dans le centre et dans le nord-est de la péninsule. Elle est une route faiblement à moyennement empruntée sur tout son tracé. Route alternative de la route 230, elle est nommée John Cabot Drive, mesure 64 kilomètres, et est une route asphaltée sur l'entièreté de son tracé.

## Tracé
La 235 débute à Southern Bay, sur la principale route de la région, la route 230. Elle se dirige vers le nord-est sur 22 kilomètres, suivant la baie Southern, puis elle tourne vers l'est pour 10 kilomètres. Elle bifurque ensuite vers le sud puis vers l'est en contournant la baie Blackhead. Elle se dirige ensuite vers le nord-est pour 15 kilomètres, et rejoint Bonavista, où elle se termine au terminus nord de la 230.

## Attraits
- King's Cove Head Lighthouse
- Bonavista Museum/. J. Cabot's "Matthew"

## Communautés traversées
- Southern Bay
- Princeton
- Plate Cove East
- King's Cove
- Stock Cove
- Knight's Cove
- Lower Amherst Cove
- Middle Amherst Cove
- Amherst Cove
- Newmans Cove
- Birchy Cove
- Bonavista